# 訪問 (絵画)
訪問（ほうもん、英: The Visit、仏: La visite、独: Der Besuch）は、スイスの画家フェリックス・ヴァロットンが1899年に描いた絵画である。高級感のある家具が置かれた部屋の中で、一組の男女が恋愛する様子が描かれている。英語でのタイトルは The Visit (Interior with Blue Sofa) とも表記され、フランス語でのタイトルは La Visite, intérieur canapé bleu とも表記される。チューリッヒのチューリッヒ美術館に所蔵されている。

## 概要
ボール紙にテンペラで描かれた作品である。縦55.5センチメートル、横87センチメートルの大きさをもつ。画面の最右下部に、画家の名前と製作年を示す “F. Vallotton 99” という文字列が記されている。
本作は、室内画の連作 “Intérieurs avec figures” のうちの1作であり、1899年3月にパリのデュラン＝リュエル画廊で行われた展覧会に出品された。連作は、次に掲げる5作に本作を加えた計6作からなるもので、ブルジョア階級の部屋の中で一組の男女が恋愛する様子が描かれており、1898年12月に出版された木版画の連作『アンティミテ』においても同様の主題および場面設定が用いられている。
- 『赤い部屋』（1898年、ローザンヌ州立美術館蔵）
- 『5時（フランス語版）』（英: Five O’Clock、1898年、個人蔵）
- 『コローク・センチメンタル』（仏: Colloque sentimental、英: Sentimental Discussion、1898年、ジュネーヴ美術・歴史博物館蔵）
- 『赤い肘掛け付きソファと人物のいる室内』（仏: Intérieur fauteuil rouge et figures、英: Interior. Red Chair and Figures、1898年、チューリッヒ美術館蔵）
- 『ラ・タント』（仏: L’attente、英: Waiting、1898年、個人蔵）

本作は、1909年にチューリッヒ美術館で行われたヴァロットンの最初の個展で、同美術館の創設母体であるチューリッヒ美術家協会によって直接買い上げられ、同じ年に登録された。イギリスの小説家フォード・マドックス・フォードによる小説『良き兵士』のペンギン・クラシックス版の装幀には、本作が採用されている。

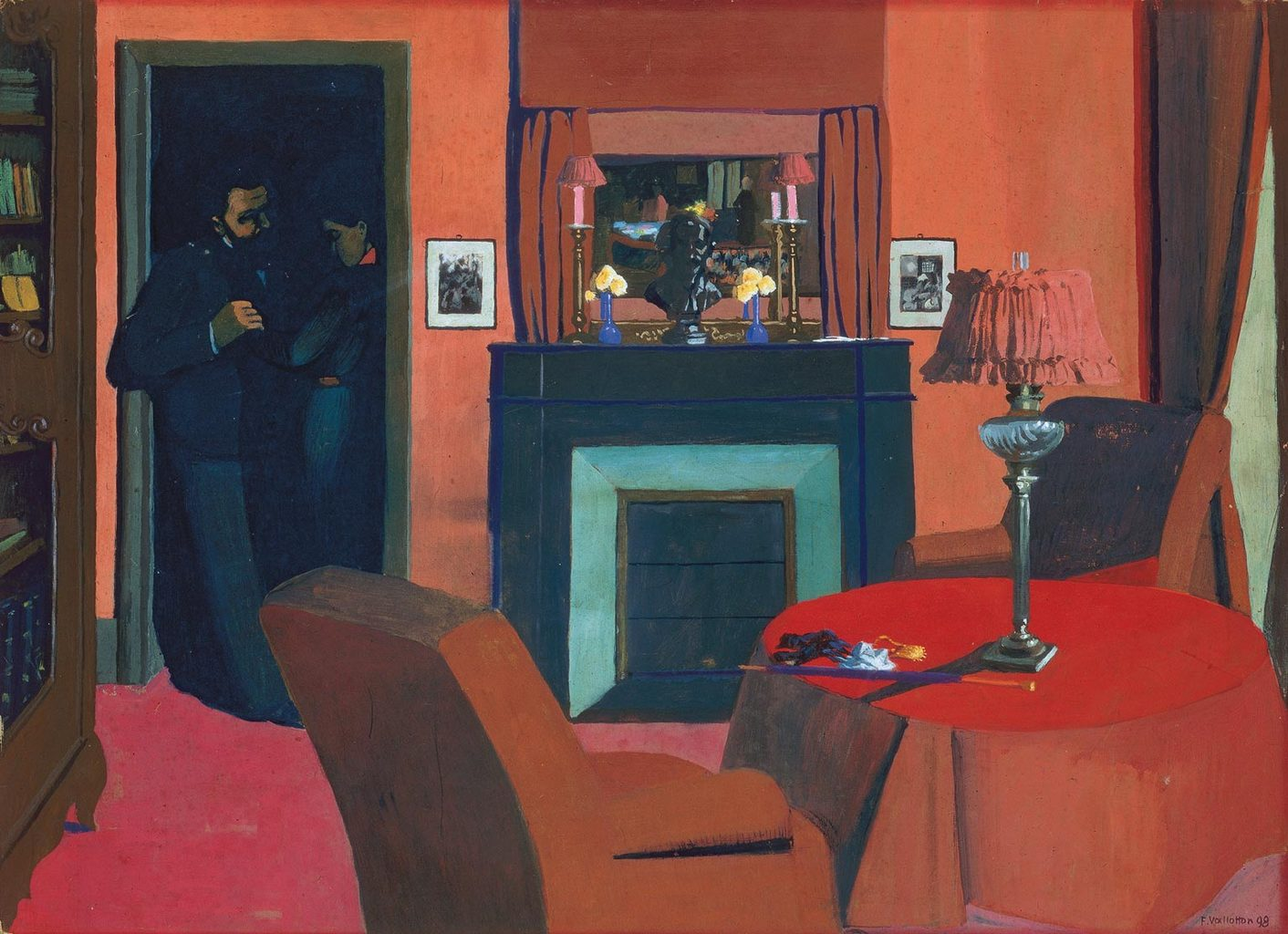
『赤い部屋』
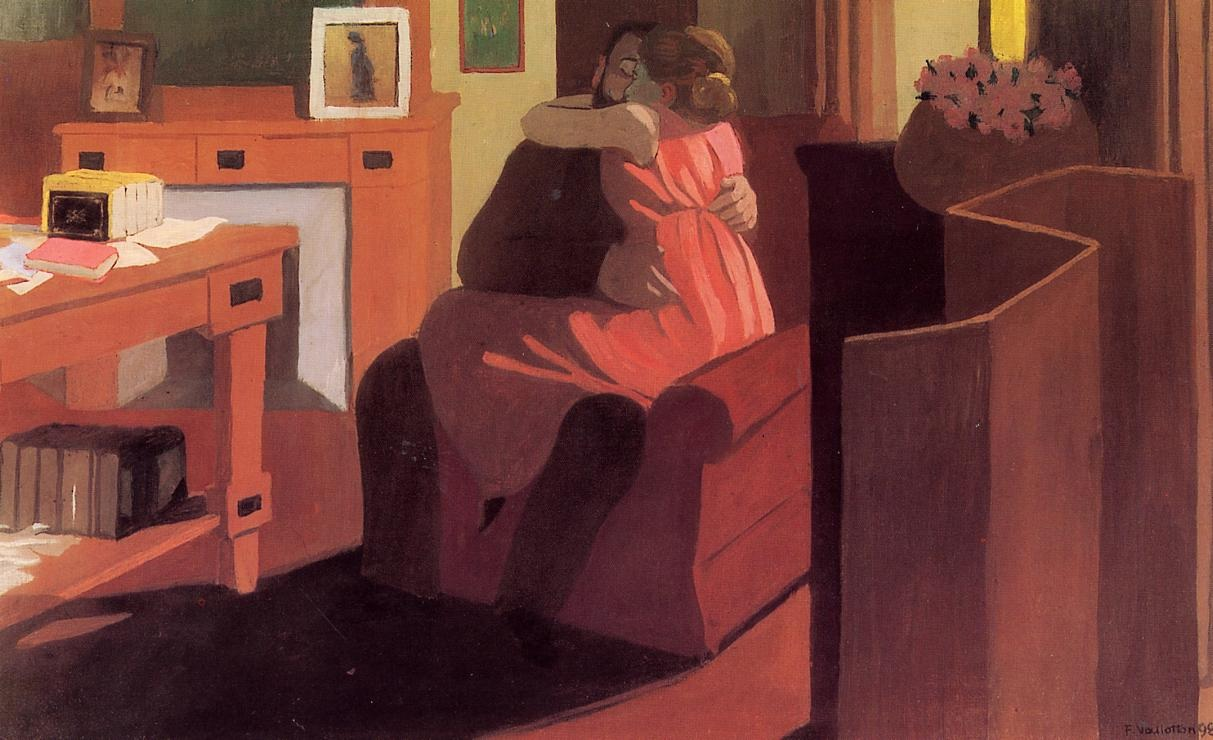
『5時』
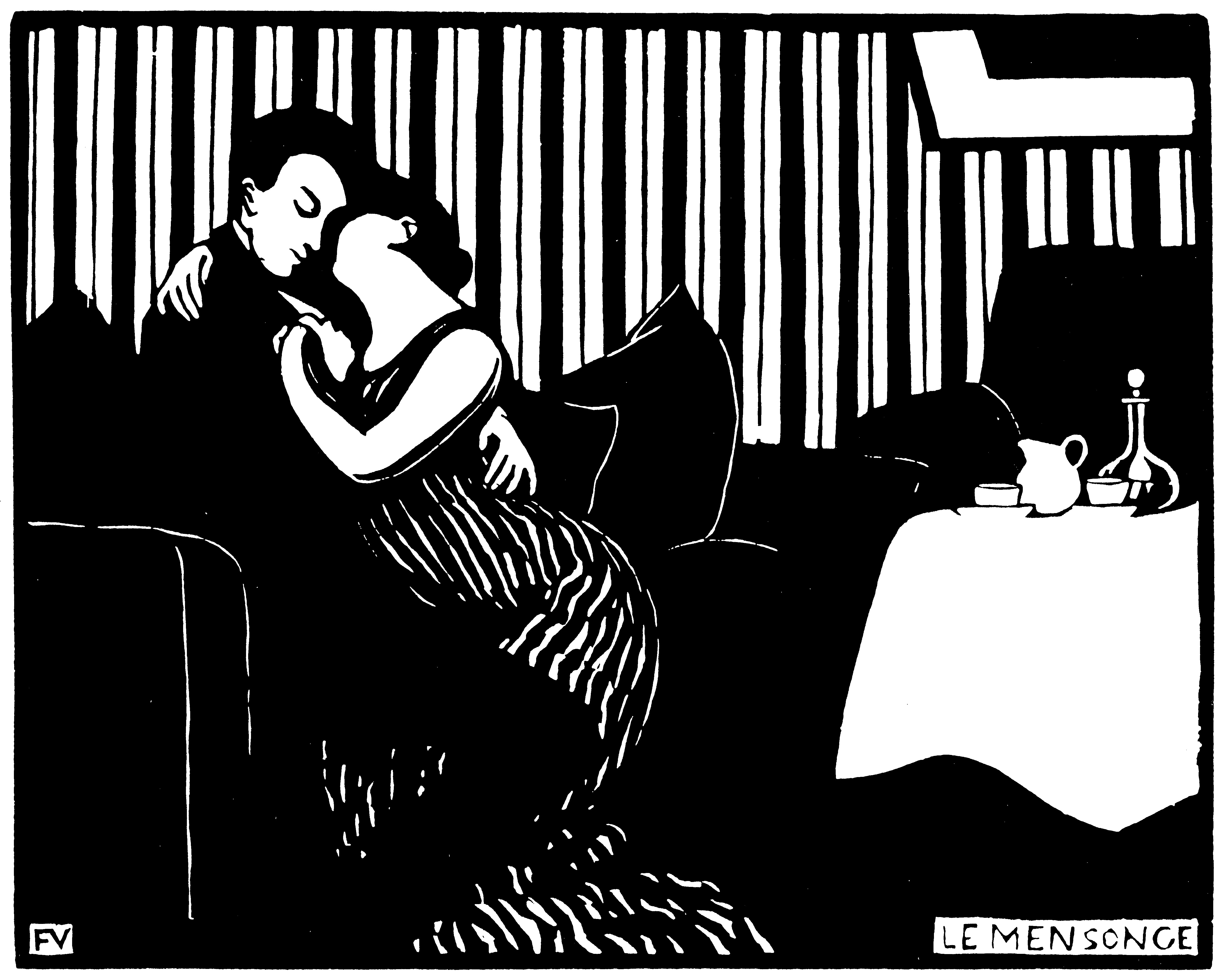
『アンティミテ』の1作 “Le Mensonge”

## 作品
青色の長いソファやひじ置きのついた赤いソファが置かれたリビングルームが描かれている。画面の最右端には書棚が設えられている。カーペットが敷かれた床面には、クッションが転がっている。家具やカーペットは、いずれも高級感を漂わせている。リビングルームの緑色の壁には、街並みが描かれた絵画が掛けられている。京都造形芸術大学の和田圭子によると、作中に描かれた家具や絵画はヴァロットンが実際に所有していたものがモデルとなっているが、部屋自体は彼の創造によるものとされる。
画面の右端には閉ざされたドアがあり、そのドアに背を向け、幾何学的な模様の入ったカーペットの上に佇んでいる一組の男女の姿が画面の右側に描かれている。2人はともに目を伏せており、表情を窺い知ることは困難である。男性は、黒色の上下のスーツを着込んでいる。女性は紫色の外套をまとい、帽子を被っている他、手袋を着用している。2人の影が書棚のある方向に伸びている。男性は右手で女性の左手をつかみ、左手を女性の腰に当てて、身体を女性に接近させている。画面の左側には開かれたドアが描かれており、その奥に広がる別の部屋の床および壁や家具などが部分的に見えている。奥の部屋は寝室であると複数の文献が記している。

## 解釈
成城大学の中村周子は、登場人物の服装から、外出する前あるいは外出した後の場面が描かれていると判断できるとの旨を述べている。美術評論家のケリー・グロヴィエは、女性は男性に強制的に抱かれており、恐怖で緊張しているとの旨を述べている。THE ART STORY FOUNDATIONのウェブサイトには、作中の男女は不倫の関係にあり、密会の場面を描いたものであろうとの旨の記述がある。ジョン・ロッデンは、寝室のドアが開かれていることによって、2人が寝室に入ろうとしていることが示されているとの旨を述べている。